# Pseudoeurycea conanti
El tlaconete patas cortas de la Sierra Madre del Sur (Pseudoeurycea conanti) es una especie de anfibio caudado (salamandras) de la familia Plethodontidae. Es endémica de la Sierra Madre del Sur de Oaxaca, México.

## Clasificación y descripción de la especie
Es una salamandra de la familia Plethodontidae del orden Caudata. Es de talla mediana, que mide hasta 5.6 cm. Su cabeza es pequeña y sus extremidades son cortas. Los dedos son cortos y redondeados. La coloración general del cuerpo es uniformemente negra y la parte dorsal de la cola es café amarillento.

## Distribución de la especie
Es endémica de México, se conoce solo en la Sierra Madre del Sur de Oaxaca para la región de Pluma Hidalgo.

## Ambiente terrestre
Vive en zona de cafetales en la franja del bosque nublado entre los 900 y 1,500 m s. n. m. Sus hábitats naturales incluyen bosques tropicales o subtropicales secos, montanos húmedos, plantaciones y zonas previamente boscosas ahora degradadas.
Está amenazada de extinción debido a la destrucción de su hábitat.

## Estado de conservación
Se considera como Amenazada (Norma Oficial Mexicana 059) y en Peligro de Extinción en la Lista Roja de la UICN. 